# Muzeul secretelor abandonate
Muzeul secretelor abandonate (în ucraineană Музей покинутих секретів, transliterat: Muzei pokînutîh sekretiv) este un roman din 2009 scris de Oksana Zabujko. Romanul are peste 800 de pagini și descrie șase decenii de istorie contemporană a Ucrainei. A fost tradus în limba engleză cu titlul The Museum of Abandoned Secrets în 2012 de Nina Shevchuk-Murray.

## Rezumat
Romanul descrie istoria contemporană ucraineană de-a lungul a mai multor decenii, sub forma unei povești a mai multor generații, din perspectiva femeilor, până în 2003. Accentul este pus pe jurnalista și prezentatoare de televiziune Darîna Hoșciînska, care investighează soarta unei partizane ucrainene dată pe mâna autorităților sovietice chiar de iubitul ei. În timpul cercetărilor sale, Hoșciînska se îndrăgostește de strănepotul ei. Pe parcursul derulării acțiunii, cititorul află despre Holodomor, despre foametea din anii 1930 din Uniunea Sovietică, despre storia și sfârșitul UPA, combinate cu luptele împotriva dominației sovietice și împotriva Poloniei din 1943 până în 1947. Povestea continuă până în 2003, cu declanșarea mișcării naționale ucrainene și declararea independenței în Ucraina târzie și post-comunistă. O altă poveste este moartea celei mai bune prietene a ei, o pictoriță, care fusese căsătorită cu un membru al parlamentului.

## Receptare critică
Criticii au comparat cartea cu Casa Buddenbrook a lui Thomas Mann. Romanul, al treilea al lui Zabujko, este o saga modernă multigenerațională care acoperă anii 1940-2004, prezentată ca o serie de investigații făcute de o jurnalistă, Darîna Hoșciînska, asupra evenimentelor istorice din vestul Ucrainei, inclusiv despre Holodomor, Armata Insurecțională Ucraineană și despre schimbările politice ulterioare, care s-au încheiat chiar înainte de Revoluția Portocalie.
Tema trecutului care nu moare niciodată, predilectă în creația lui William Faulkner, apare în Muzeul secretelor abandonate, roman scris în stilul lui James Joyce sau Marcel Proust.
Cartea a câștigat în 2010 premiul pentru cea mai bună carte ucraineană, oferit de revista Korrespondent, și Premiul Angelus pentru literatură centra-europeană în 2013, oferit de orașul Wrocław. Președintele juriului Angelus, Natalia Gorbanevskaia⁠(d), a menționat că această carte combină istoria cu modernitatea și abundă în „magie, dragoste, trădare și moarte”.